# Никольский храм (Кулаково)
Храм святителя Николая деревни Кулаково (Никольская церковь, Церковь Николая Чудотворца) — приходской православный храм в городском округе Чехов, в деревне Кулаково. Относится к Чеховскому благочинию Подольской епархии Русской православной церкви.

## История
Основан не позднее XVI века. Впервые упоминается в писцовых книгах в 1606 году. За время своего существования храм перестраивался трижды. В 1794 году стараниями Николая Григорьевича Васильчикова в селе Кулаково была построена новая деревянная церковь на  месте древнего обветшавшего храма. В 1867 году был возведен большой каменный храм. Регулярные богослужения продолжались до 1929 года. В 1929 году храм был закрыт, а в 1939 году — разрушен до основания. Точное местоположение разрушенного храма неизвестно.
В 2007 году была создана церковная община и в бывшем здании фельдшерско-акушерского пункта был открыт новый храм.